# مطران (روستا)
مطران (به فرانسوی: Metrane) یک شهرک در مراکش است که در استان سیدی بنور واقع شده‌است. مطران ۱۱٬۶۲۷ نفر جمعیت دارد.